# 阿维什镇
阿维什镇是葡萄牙波尔图区的一个堂区。总面积6.07平方公里，总人口8492人，人口密度1399人/平方公里。